# Vlaamse verkiezingen 2009/Kandidatenlijsten/SLP
Dit zijn de kandidatenlijsten van de SLP voor de Vlaamse verkiezingen van 2009.

## Antwerpen

### Effectieven
1. Inge Hermans
2. Arfan Saber
3. Lieve Pirquin-Baeten
4. Roel De Nijn
5. Lili Huyberechts
6. Peter Liekens
7. Katleen Van Hove
8. Matsen Scholiers
9. Miranka Relecom
10. Joris Van Hool
11. Veronique Provinciael
12. Maarten Verbiest
13. Maarten Vergauwen
14. Nele Torfs
15. Gaby Van Dyck
16. Tom Bevers
17. Steven Broos
18. Erwin Van Den Bergh
19. Maria De Schutter
20. Bart Van Hoof
21. Tijl Vereenooghe
22. Tom Witsel
23. Christa Peeters
24. Guido Staes
25. Bénédicte Aertsens
26. Mahdi Choukry
27. Hedwig Maldoy
28. Lieve Pattyn
29. Els De Pooter
30. Tom Sleeuwaert
31. Lut Lambert
32. Farid Hemdane
33. Els Van Weert

### Opvolgers
1. Joris Giebens
2. Lotte Scholiers
3. Geert Conaerts
4. Pauline Heyninck
5. Wim Maes
6. Lutgard Delvaux
7. Marcus Van Camp
8. Roza Roegiers
9. Frans Sweert
10. Amitis Mohammadi Doustdar
11. Sean Verheyen
12. Myriam Dings
13. Inge Van Gelder
14. Jef Dauwen
15. Eliane De Boeck
16. Lionel Vandenberghe

## Brussels Hoofdstedelijk Gewest

### Effectieven
1. Neal Raes
2. Frederika Van der Eecken
3. Tom Callaerts
4. Jan Schrijvers
5. Inge Vanberghen
6. Joke Robberechts

### Opvolgers
1. Frederika Van der Eecken
2. Tom Callaerts
3. Inge Vanberghen
4. Neal Raes
5. Joke Robberechts
6. Jan Schrijvers

## Limburg

### Effectieven
1. Pinar Akbas
2. Bert Stulens
3. Martine Claes
4. Omer Curé
5. Lutgart De Smedt
6. Johan Melotte
7. Nico Moyaerts
8. Brigitte Nouwen
9. Carine Smeets
10. Carl Smeets
11. Caroline Vanmarcke
12. Bjorn Eerdekens
13. Ronald Welter
14. Gerda Lambrechts
15. Hertha Govaerts
16. Pol Moors

### Opvolgers
1. Bert Stulens
2. Pinar Akbas
3. Johan Melotte
4. Brigitte Nouwen
5. Carine Smeets
6. Omer Curé
7. Lutgart De Smedt
8. Ronald Welter
9. Martine Claes
10. Carl Smeets
11. Caroline Vanmarcke
12. Bjorn Eerdekens
13. Nico Moyaerts
14. Gerda Lambrechts
15. Pol Moors
16. Hertha Govaerts

## Oost-Vlaanderen

### Effectieven
1. Guy Haaze
2. Mie Van Den Kerckhove
3. Kerste Van Grembergen
4. Stijn Coppejans
5. Rita Moeraert
6. Wim Vanbiervliet
7. Reinold De Vuyst
8. Jefrey Van Der Straeten
9. Koen De Vos
10. Eli De Heem
11. Bea Foubert
12. Marleen Leys
13. Willy De Raedt
14. Jethro Mortier
15. Johnny Demuynck
16. Shahla Bagheri
17. Elisa De Cokere
18. Ann Todt
19. Anita Driessen
20. Christophe Van Slambrouck
21. Lutgarde De Backer
22. Lief Verstappen
23. Kelly De Wolf
24. Joost Sturtewagen
25. Jan Jacobs
26. Tom De Sutter
27. Nelly Maes

### Opvolgers
1. Peter Van Den Broeck
2. Annick Rogiest
3. Luc Uyttendaele
4. Marijke Libbrecht
5. Kris Roel
6. Jonathan Dewaegenaere
7. Els Sonck
8. Thomas Deckers
9. Jeroen Vanden Borre
10. Hildegard Callewaert
11. Eva Dutordoir
12. Inan Akbas
13. Katrien Claeys
14. Jasper Van Herzeele
15. Mimi De Graef-Wuyts
16. Walter Muls

## Vlaams-Brabant

### Effectieven
1. Mohamed Ridouani
2. Karin Van Oeteren
3. Wim Durang
4. Heidi De Craen
5. Luc Vandezande
6. Anne Tosseyn
7. Marco Baeten
8. Evelien Peeters
9. Erwin Vermassen
10. Julie Cole
11. Axel Degreef
12. Veerle Vallons
13. Sam Buyst
14. Kimberley Percovich
15. Dirk Derison
16. Inge De Coninck
17. Geert De Winter
18. Karen Vanberghen
19. Sabah Mahani
20. Pol Vanden Bempt

### Opvolgers
1. Lieven Ral
2. Kristin De Winter
3. Tobias Ceulemans
4. Elisabeth De Waele
5. Kris Vandersloten
6. Berthe Daenen
7. Klaas Van Audenhove
8. Lydia Gremonprez
9. Jean-Pierre Willems
10. Kathleen Luyckx
11. Kristel Decoster
12. Tom Peeters
13. Thomas Leys
14. Monica Hennen
15. Jos Mermans
16. Leonie Lohombo

## West-Vlaanderen

### Effectieven
1. Geert Lambert
2. Jasmijn Bonte
3. Jürgen Vandeginste
4. Ine Moreels
5. Bram Van Braeckevelt
6. Karima Akel Frej
7. Niels Cheyns
8. Ilse Van Reybrouck
9. Maarten Devoldere
10. Friedel Debacker
11. Wim Vancauwenberghe
12. Vera Declercq
13. Eric Vandekerckhove
14. Sofie Vanpoucke
15. Denis Ryckaert
16. Veerle Onraedt
17. Sally Sefrioui
18. Kris Costenoble
19. Rita Van Laecke
20. Peter Caesens
21. Divina Mariano
22. Frank Wauters

### Opvolgers
1. Lode Maesen
2. Annemie Van Der Mueren
3. Pieter-Jan Devos
4. Maria De Witte
5. Piet Vanmarcke
6. Tiny Decock
7. Valmira Halimi
8. Valerie Vuylsteke
9. Michael Valesco
10. Marleen Vanoverbeke
11. Steven Vanzieleghem
12. An Lesage
13. Peter Verloigne
14. Aarnoud Vanhouteghem
15. Inge Vandevelde
16. Ignace Decancq